# Pinakoderma
Pinakoderma – zewnętrzna warstwa spłaszczonych komórek (pinakocyty) o charakterze nabłonkowym, stanowiąca powłokę ciała gąbek (Porifera).